# Flügelrossfische
Die Flügelrossfische (Pegasidae) oder Seemotten kommen mit acht Arten in flachen Regionen des westlichen tropischen Indopazifiks vor und halten sich auf Sand- und Kiesböden auf, seltener in Korallenriffen. Die größten Arten können eine Länge von 13 cm erreichen.

## Merkmale
Der Körper ist kurz und, bis auf den Schwanz, abgeflacht (depress – was sonst bei Osteichthyes selten ist). Er ist umhüllt von einem Knochenplatten-Panzer. Das kleine, zahnlose Maul ist unterständig, aber vorstreckbar; es wird überragt vom Rostrum, das durch Verschmelzung der langen Nasalia entstanden ist. (Peristedion cataphractum hat ein ganz ähnliches Rostrum, ist aber nicht verwandt.) Die Kiemenfilamente sind wie bei den Syngnathidae büschelartig angeordnet (was als Anpassung an sehr kräftiges Saugschnappen gilt). Operculare und Suboperculare sind sehr klein, das Praeoperculare hingegen ist groß (Saugschnappen mittels Suspensorium). Die Dorsal- und Analflosse sind kurz, gewöhnlich nur mit je 5 Weichstrahlen. Die relativ breite, horizontal gestellte Pectoralflosse wird von 10–18 unverzweigten Strahlen aufgespannt. Pelvicalia bauchständig (abdominal; V I/1–3). C 8; der Schwanzstiel ist im Schnitt quadratisch. Die fünf Branchiostegalia sind fadenförmig. Supracleithrum und Postcleithra, Knochen im Schultergürtel, fehlen. Von den drei Suborbitalknochen ist der vorderste (das Lacrimale) der größte. Die Schwimmblase fehlt. 19–22 Wirbel, die vorderen 6 des Rumpfes sind verstärkt. Die Nahrung besteht aus Zoobenthos geringer Größe. Die Tiere laichen in freiem Wasser nahe der Oberfläche.
Ähnlich wie Seepferdchen werden getrocknete Flügelrösschen oft im lokalen Souvenirhandel angeboten.

## Systematik
Die systematische Zuordnung der Flügelrossfische war lange umstritten. Früher wurden sie oft als eigene Ordnung Pegasiformes geführt. Heute werden sie zu den Seenadelartigen (Syngnathiformes) gerechnet.

### GattungEurypegasus
Die zwei Arten der Gattung Eurypegasus besitzen acht oder neun knöcherne Ringe um den Schwanzflossenstiel. Ihre Augen sind bei Sicht von unten sichtbar.
- Zwerg-Flügelrossfisch (Eurypegasus draconis (Linnaeus, 1766))
- Hawaii-Flügelrossfisch (Eurypegasus papilio (Gilbert, 1905))

### GattungPegasus
Die sechs Arten der Gattung Pegasus besitzen elf oder mehr knöcherne Ringe um den Schwanzflossenstiel. Ihre Augen sind bei Sicht von unten nicht sichtbar.
- Skulpturierter Flügelrossfisch (Pegasus lancifer Kaup, 1856)
- Ziegel-Flügelrossfisch (Pegasus laternarius Cuvier, 1816)
- Pegasus nanhaiensis Zhang et al., 2020[1]
- Pegasus sinensis Zhang et al., 2022[2]
- Pegasus tetrabelos Osterhage et al., 2016
- Schlanker Flügelrossfisch (Pegasus volitans Linnaeus, 1758)